# Городище (Чуднівська міська громада)
Городи́ще — село в Україні, у Чуднівській міській територіальній громаді Житомирського району Житомирської області. Чисельність населення становить 296 осіб (2001). У 1926—54 роках — адміністративний центр колишньої однойменної сільської ради.

## Населення
За довідником 1885 року в селі мешкало 549 осіб, налічувалося 82 дворових господарства. Наприкінці 19 століття в селі налічувалося 535 осіб, дворів — 87.
Відповідно до результатів перепису населення Російської імперії 1897 року, загальна кількість мешканців становила 597 осіб, з них: православних — 558, чоловіків — 282, жінок — 315.
У 1906 році в поселенні налічувалося 675 мешканців, дворів — 123, у 1923 році — 731 мешканець, дворів — 154.
Відповідно до перепису населення СРСР 17 грудня 1926 року, чисельність населення становила 793 особи, з них 377 чоловіків та 416 жінок; за національністю: українців — 760, поляків — 28, чехів — 5. Кількість господарств — 157, з них несільського типу — 4.
Відповідно до результатів перепису населення СРСР, кількість населення станом на 12 січня 1989 року становила 324 особи. Станом на 5 грудня 2001 року, відповідно до перепису населення України, кількість мешканців села становила 296 осіб.

## Історія
Дата заснування невідома. Належало до Острозької ординації. У 1648 році Заславський вносив від 36 димів, у 1649 році — від 34 димів. Внаслідок Кольбушівської транзакції у 1753 році подароване богуславському старості Єжи Любомирському. Згадується у люстрації Київського воєводства 1754 року, належало до Чуднова, було там 40 дворів.
У другій половині 19 століття — село Житомирського повіту Волинської губернії. Лежало над ставом, до якого впадала річка Чамишел. Була дерев'яна церква, католицька парафія у Чуднові. У 1867 році мала 45 дворів.
За довідником 1885 року — колишнє поміщицьке село П'ятківської волості Житомирського повіту Волинської губернії. Були церковна парафія, заїзд.
Наприкінці 19 століття — село П'ятківської волості Житомирського повіту Волинської губернії, за 50 верст від Житомира, при дорозі з Чуднова до Бердичева. Церква дерев'яна, міцна, з окремою дзвіницею, невідомо коли й ким збудована. Приписана до парафії у Тютюнниках, за 2 версти. При церкві землі біля 45 десятин. Вірян 377 осіб обох статей, дворів 45. З 1886 року діяла церковно-парафіяльна школа. Власність графа Нерода, якому належало 1 065 десятин, з них 705 десятин лісу. Перед ним частиною села володів Попель, друга належала вдові Оттона Абрамовича, колишнього власника Гущинець.
У 1906 році — село П'ятківської волості (3-го стану) Житомирського повіту Волинської губернії. Відстань до губернського та повітового центру м. Житомир становила 40 верст, до волосного центру містечка П'ятка — 15 верст. Поштове відділення — станція Чуднів-Волинський.
У 1923 році увійшло до складу новоствореної Короченської сільської ради, яка 7 березня 1923 року включена до складу новоутвореного Чуднівського району Житомирської округи. Розміщувалося за 7 верст від районного центру міст. Чуднів та за 3 версти від центру сільської ради с. Короченки. 2 січня 1926 року, відповідно до рішення Бердичівської ОАТК (протокол № 1/4 «Про відкриття нових сільрад») в селі утворено Городищенську сільську раду Чуднівського району Бердичівської округи. Відстань до районного центру міст. Чуднів становила 4 версти, до окружного центру в Бердичеві — 26 верст, до найближчої залізничної станції Чуднів — 5 верст. 11 серпня 1954 року, внаслідок об'єднання сільських рад, підпорядковане Тютюнниківській сільській раді Чуднівського району. 30 грудня 1962 року, в складі сільської ради, передане до Бердичівського району, 8 грудня 1966 року повернуте до складу відновленого Чуднівського району Житомирської області.
11 липня 2018 року увійшло до складу новоутвореної Чуднівської сільської територіальної громади Чуднівського району Житомирської області. Від 19 липня 2020 року, разом з громадою, в складі новоствореного Житомирського району Житомирської області.

## Відомі люди
- Батюк Валентин Євгенович (1979—2014) — солдат Збройних сил України, учасник російсько-української війни, загинув у боях за Савур-могилу.
- Іващенко Валерій Володимирович (1992—2014) — солдат Збройних сил України, учасник російсько-української війни.